# Кемблово-Нововейське
Кемблово-Нововейське (пол. Kębłowo Nowowiejskie, нім. Kamelow) — село в Польщі, у гміні Нова Весь-Лемборська Лемборського повіту Поморського воєводства.
Населення — 571 особа (2011).
У 1975-1998 роках село належало до Слупського воєводства.

## Демографія
Демографічна структура станом на 31 березня 2011 року:
|          | Загалом | Допрацездатний вік | Працездатний вік | Постпрацездатний вік |
| -------- | ------- | ------------------ | ---------------- | -------------------- |
| Чоловіки | 287     | 63                 | 210              | 14                   |
| Жінки    | 284     | 66                 | 178              | 40                   |
| Разом    | 571     | 129                | 388              | 54                   |